# Recep Şentürk
Recep Şentürk (* 1964 in Çankırı) ist ein türkischer islamischer Geistlicher und Religionssoziologe.
Er ist Professor für Soziologie an der 1996 gegründeten Fatih-Universität in Istanbul, wo er seit 2006 arbeitet. Er lehrte zuvor am Art Institute of Pittsburg, dem Rensselaer Polytechnic Institute und der Emory University School of Law.
Er erwarb seinen B.A. an der Fakultät für Theologie der Marmara-Universität, den M.A. an der Philosophischen Fakultät der Universität Istanbul und den Ph.D. an der Columbia University in New York. Anschließend arbeitete er am „Zentrum für Islamische Studien“ des Diyanet. Von 2002 bis 2003 forschte er an der Emory University zum Thema Menschenrechte.
2008 war er einer der Delegationsteilnehmer des 2. Seminars des Katholisch-Muslimischen Forums (Catholic–Muslim Forum).
Er hat auf Englisch, Türkisch und Arabisch publiziert, darunter zahlreiche Zeitschriftenartikel und ein Werk über die Soziologie der Hadith-Tradition der Zeit von 610 bis 1505.

## Werke (Auswahl)
- Narrative Social Structure: Anatomy of the Hadith Transmission Network, 610-1505. Stanford, Calif.; Stanford Univ. Press; 2005[3]
- Islamic Reformist Discourses and Intellectuals in Turkey - Permanent Religion with Dynamic Law, Buchkapitel in: Shireen Hunter: Reformist Voices of Islam: Mediating Islam and Modernity Routledge 2014, S. 227 ff.